# Aubagne
Aubagne [obaɲ] (okzitanisch Aubanha) ist eine französische Stadt und Gemeinde mit 47.724 Einwohnern (Stand 1. Januar 2022) im Département Bouches-du-Rhône, in der Region Provence-Alpes-Côte d’Azur.

## Geographie
Aubagne befindet sich zwischen Aix-en-Provence (nördlich), Toulon (östlich) und Marseille (westlich). Die Stadt wird vom Fluss Huveaune durchquert, in den hier mehrere Seitenbäche einmünden. Aubagne grenzt an den Nationalpark Calanques.
Die Altstadt liegt auf einer Anhöhe an der Mündung des Merlançon in die Huveaune. Diese strategisch günstige Lage erlaubte es, die Verkehrswege von Marseille und Aix-en-Provence nach Toulon zu kontrollieren. Zudem waren die Einwohner dort vor den Hochwassern der Huveaune und ihrer Zuflüsse geschützt, und die Stadt war leichter zu verteidigen.

## Geschichte

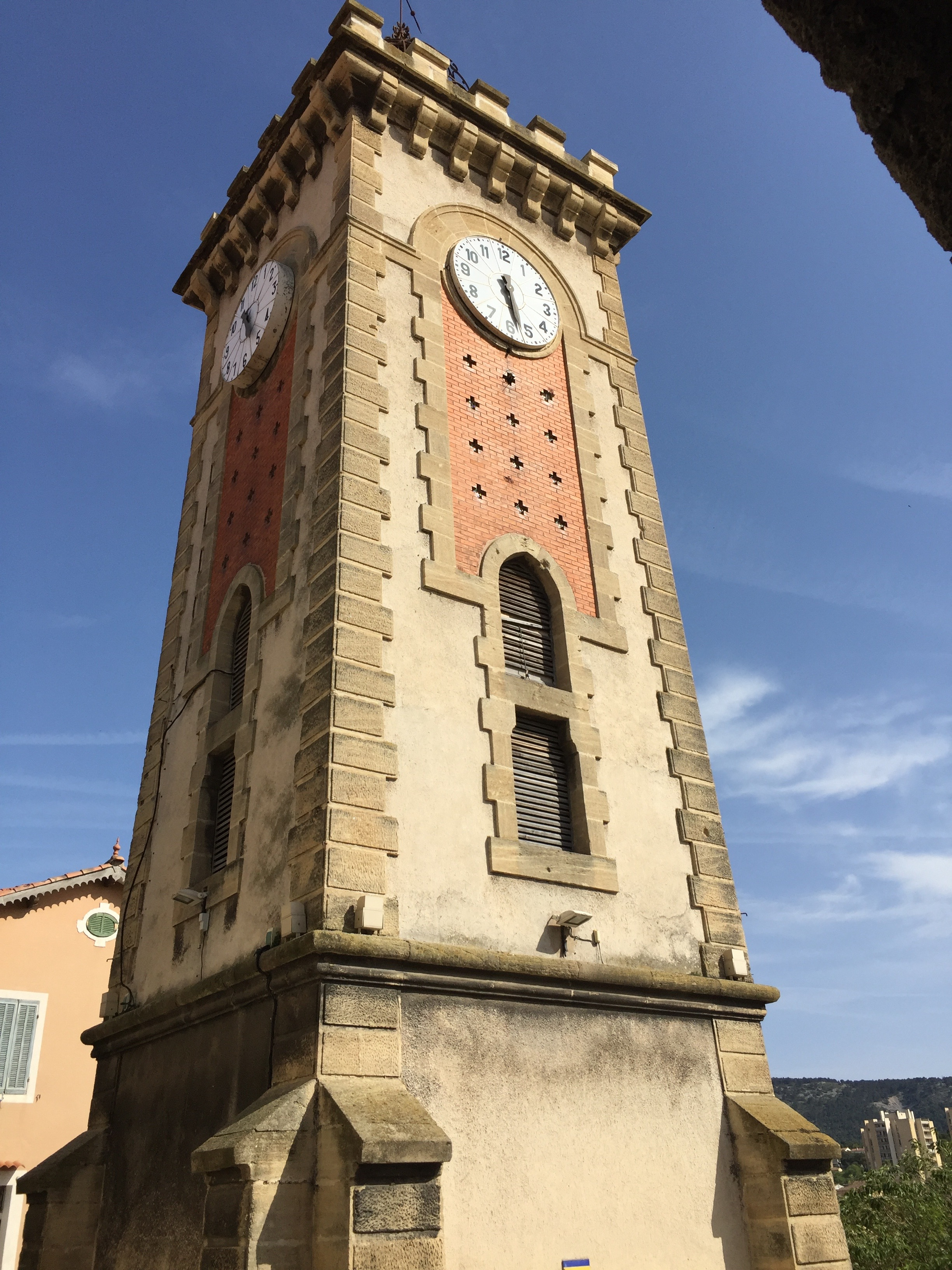
Uhrenturm

Spätestens im 11. Jahrhundert siedelten sich Menschen aus dem Tal auf der Anhöhe an. Erstmals urkundlich erwähnt wurde der Ort als „Albanea“ im Jahr 1005.
Damals gehörte Aubagne zur Grafschaft Provence und wurde mit dem Königreich Arles 1032 Teil des Heiligen Römischen Reichs (Deutscher Nation). 1035 lassen sich im Ort drei religiöse Kultstätten nachweisen: Die Kirche Saint-Pierre sowie die Kapellen Saint-Mitre und Saint-Michel, deren Land Geschenke der Marseiller Vicomtes waren, unterstanden der dortigen Abtei Saint-Victor.
1005 wurde der Ort noch als „Villa“ (Dorf) erwähnt, 1064 bereits als „Castrum“ (befestigte Höhensiedlung) bezeichnet. Aus dieser Zeit, die von Spannungen zwischen der Kirche und den Marseiller Vicomtes geprägt war, stammen Spuren einer Burg und einer hölzernen Befestigungsanlage. Im 12. Jahrhundert wurde eine steinerne Stadtmauer angelegt, im Jahr 1210 ist eine dreibogige Brücke über die Huveaune belegt.
Anfang des 14. Jahrhunderts gewährte Grundherr Bertrand II. des Baux Aubagne eine begrenzte Autonomie. Der aus zehn Männern des Ortes gebildete Rat war u. a. für die Polizei, die Justiz, Wasser, Gesundheit und Wege sowie die Gottesdienste zuständig. In diese Zeit fiel eine kurze Periode das Wachstums und Wohlstands.
Ab 1343 wurde Aubagne in einen Krieg um die Nachfolge Robert von Anjous hineingezogen, dessen rechtmäßige Erbin Johanna I. in die Provence geflohen war. 1346 erhielt die Kirche daher einen Turm, der als Wachturm dienen sollte. 1357 nahmen die Soldaten Philipps II. von Tarent die Stadt ein und plünderten sie. 1348 wurde Aubagne erstmals, und in den folgenden Jahren wiederholt, von der Pest heimgesucht.

### Bevölkerungsentwicklung
| Jahr                       | 1962   | 1968   | 1975   | 1982   | 1990   | 1999   | 2006   | 2016   |
| Einwohner                  | 21.211 | 27.938 | 33.595 | 38.561 | 41.100 | 42.588 | 44.682 | 45.290 |
| Quellen: Cassini und INSEE |        |        |        |        |        |        |        |        |

## Verkehr

### Straßen
Aubagne lag an den Nationalstraßen 8 (Aix-en-Provence–Marseille–Toulon) und 96 (Pont-de-l’Etoile–Château-Arnoux-Saint-Auban). Beide wurden mittlerweile zu Departementsstraßen herabgestuft. Heute befindet sich die Stadt innerhalb eines Straßendreiecks, das von den Autobahnen A 50, A52, A 501 und A 502 gebildet wird.

### Eisenbahn

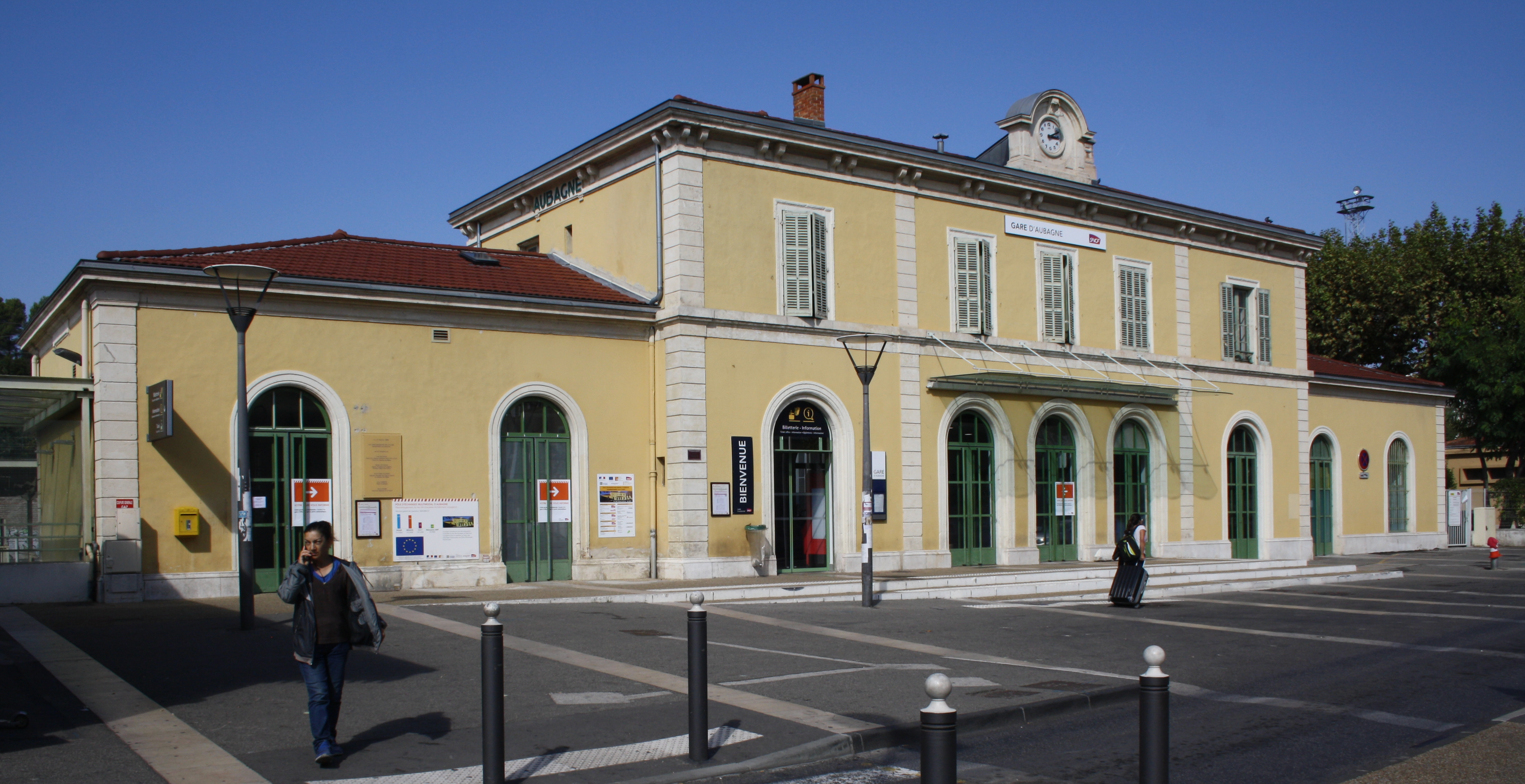
Bahnhof

Die Stadt hat einen Bahnhof an der zweigleisigen elektrifizierten Hauptbahn von Marseille nach Ventimiglia. Er wurde mit dem ersten Abschnitt dieser Strecke von Marseille nach Aubagne durch die Compagnie des chemins de fer de Paris à Lyon et à la Méditerranée (PLM) am 20. Oktober 1858 eröffnet. Im folgenden Jahr ging die weiterführende Strecke bis Toulon in Betrieb. 1868 kam eine eingleisige Nebenbahn nach Valdonne-Peypin hinzu, die später bis La Barque-Fuveau verlängert wurde. Ihre geplante Fortführung vom Bahnhof Aubagne nach Norden wurde nicht realisiert. Seit 1967 wird die Strecke nicht mehr befahren, sie wurde jedoch offiziell nicht stillgelegt.
Ein zweiter Bahnhof im Stadtgebiet war Camp-Major an der Hauptbahn nach Marseille. Er wurde 1962 geschlossen.

### Nahverkehr

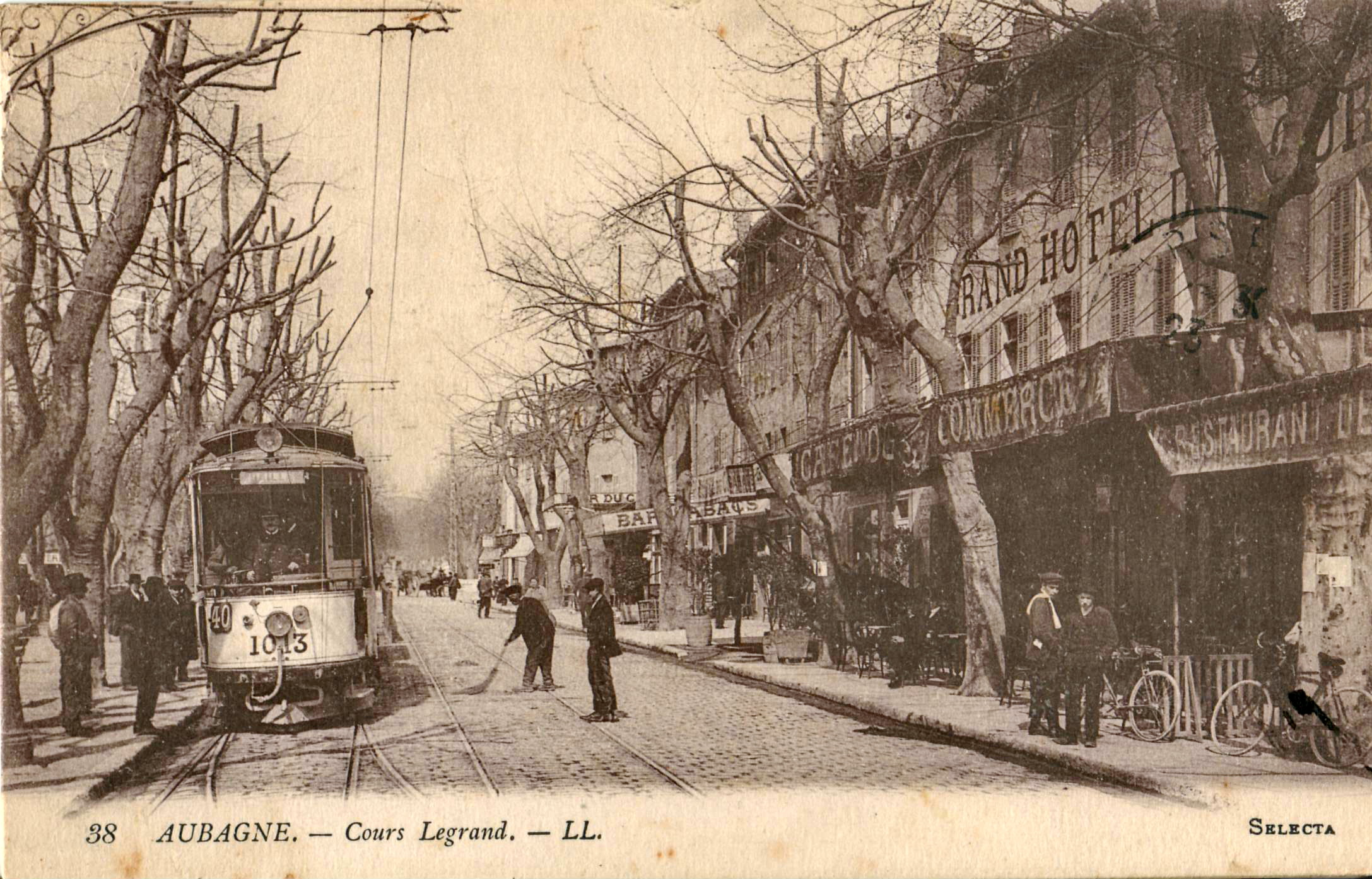
Die Marseiller Linie 40 in Aubagne, Cours Legrand (um 1917)

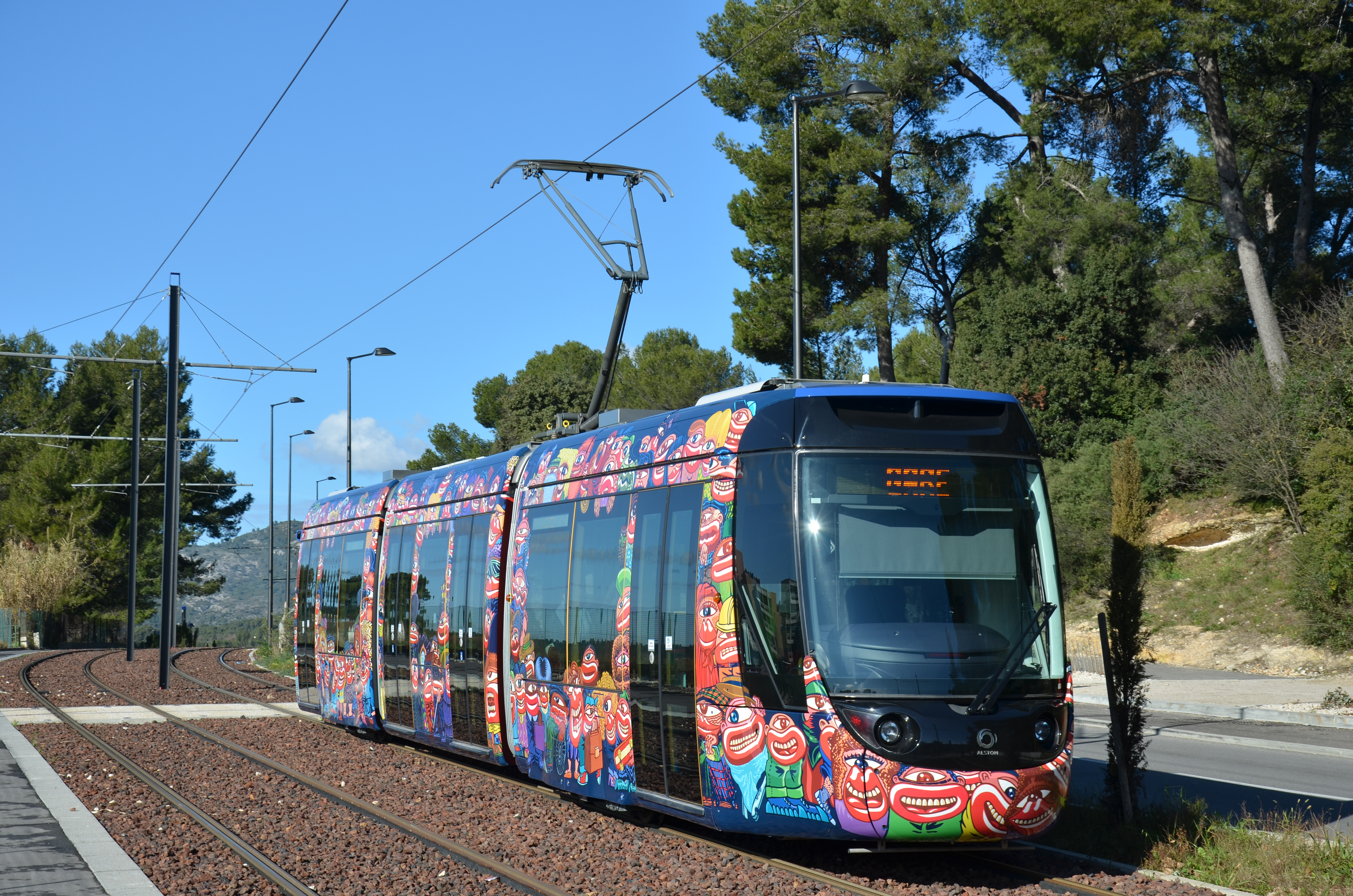
Moderner Straßenbahntriebwagen des Typs Citadis Compact in Aubagne

Ab 1905 kamen Straßenbahnen der Linien 39 (bis 1909) und 40 der Straßenbahn Marseille nach Aubagne, wo sie am Cours Legrand (heute: Cours du Maréchal-Foch) endeten. 1950 wurden die Züge teilweise durch Omnibusse ersetzt und verkehrten nur noch in der Hauptverkehrszeit, 1958 verkehrte die vorerst letzte Straßenbahn in der Stadt.
2009 wurde der Bau einer neuen Straßenbahn vorbereitet, die Teil des kostenlosen Nahverkehrs werden sollte. Deren erster Abschnitt zwischen dem Quartier du Charrel und dem Bahnhof wurde am 30. August 2014 eröffnet. Etappenweise sollten bis 2019 weitere Streckenabschnitte hinzukommen, nach einer Änderung der Mehrheitsverhältnisse im Gemeinderat wurden die Planungen jedoch gestoppt. Nach einem politischen Wechsel in der Regionalregierung wurde 2019 zumindest der Plan, die Straßenbahn über die ehemalige Bahnstrecke Aubagne–La Barque nach La Bouilladisse zu verlängern, wiederaufgenommen. Die Strecke soll 2026 fertiggestellt werden.
Finanziert wird der öffentliche Personennahverkehr im Wesentlichen durch die Abgabe „Versement transport“, welche von Arbeitgebern erhoben wird, wenn sie mehr als neun Beschäftigte haben.
Im Februar 2009 beschloss die Gemeinde, dass die Benutzung der öffentlichen Verkehrsmittel in Aubagne künftig kostenlos sein solle.

## Kultur
Seit der Jahrtausendwende findet in Aubagne ein Internationales Filmfestival statt. Veranstalter ist die Association ALCIME, ausgezeichnet werden junge Filmschaffende in den Bereichen Regie, Drehbuch und Filmmusik.

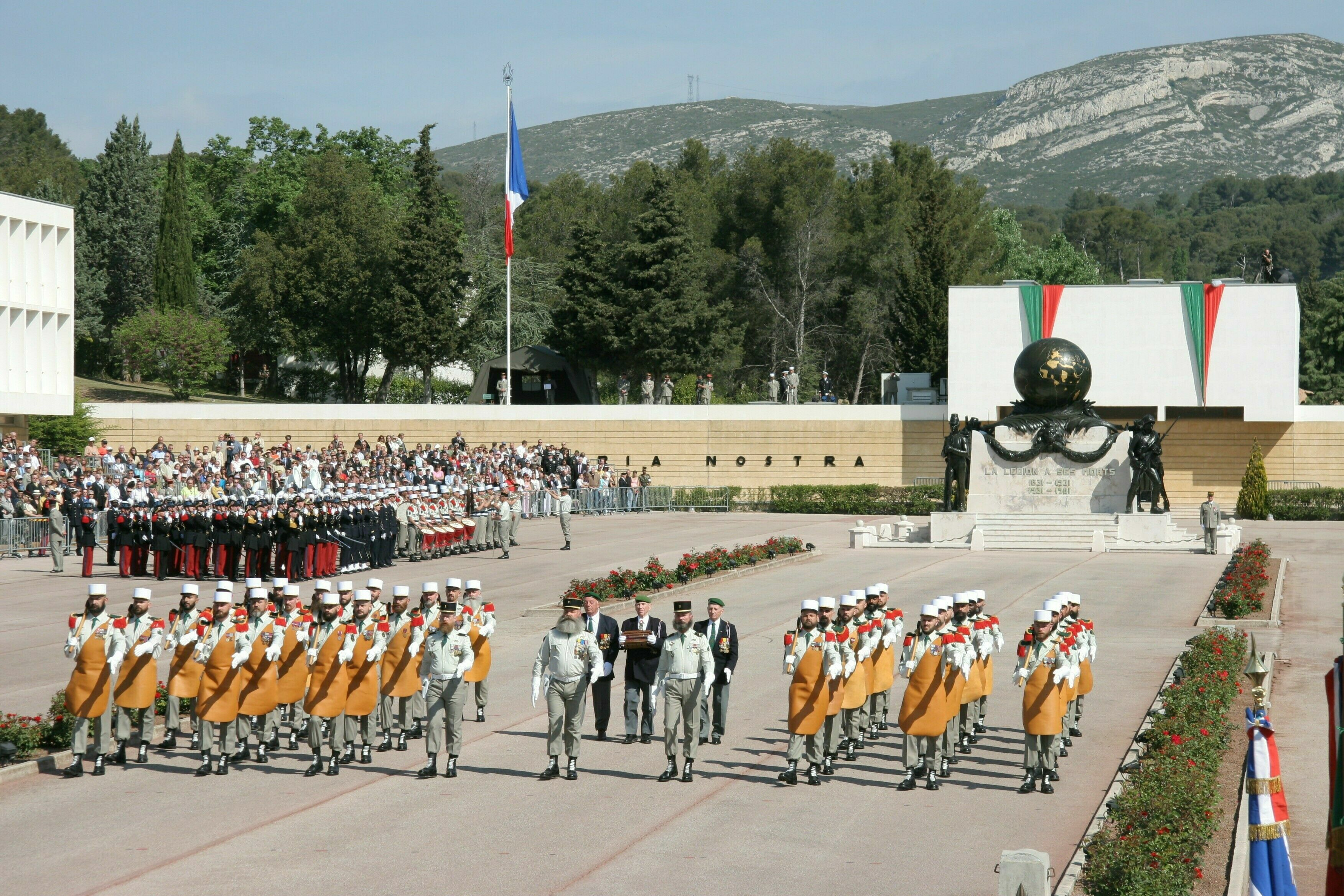
Paradeplatz und Denkmal zu Ehren der Gefallenen der Fremdenlegion

## Militär
In Aubagne befindet sich seit der Schließung des Hauptquartiers der Legion in Sidi bel Abbès im Jahr 1962 das Hauptquartier der französischen Fremdenlegion. Auf dem Paradeplatz der Kaserne befindet sich das Denkmal zu Ehren der Gefallenen der Fremdenlegion.

## Persönlichkeiten
Aubagne ist die Heimatstadt des Schriftstellers Marcel Pagnol, der auch als Dramaturg und Regisseur gewirkt hat. Viele seiner Geschichten spielen in den Landschaften der Umgebung, beispielsweise im Garlaban-Massiv.
Ein weiterer berühmter Sohn der Stadt ist Alain Bernard, der 1983 in Aubagne geboren wurde. Der Rekordschwimmer gewann u. a. bei den Europameisterschaften 2008 in Eindhoven zweimal Gold und bei den Olympischen Sommerspielen 2008 in Peking Gold, Silber und Bronze in verschiedenen Disziplinen.
- Joseph Fallen (1863–1934), Mediziner, Okzitanist und Schriftsteller
- Paul Ribeyre (1906–1988), Politiker
- Mireille Lauze (1920–1945), Kommunistin und Angehörige der Résistance, NS-Opfer
- Tom Moustier (* 2002), Fußballspieler